# Marvel’s The Punisher
Marvel’s The Punisher, auch The Punisher genannt, ist eine US-amerikanische Fernsehserie von Steve Lightfoot, die auf den Figuren des gleichnamigen Comics von Marvel aufbaut. Sie spielt im Marvel Cinematic Universe (MCU) und ist ein Spin-off der Netflix-Serie Marvel’s Daredevil. Die erste Staffel mit 13 Folgen wurde am 17. November 2017 bei Netflix veröffentlicht. Am 12. Dezember 2017 wurde bekannt gegeben, dass eine zweite Staffel bestellt wurde, die am 18. Januar 2019 auf Netflix veröffentlicht wurde.
Im Februar 2019 wurde die Einstellung der Serie nach zwei Staffeln bekanntgegeben.

## Besetzung und Synchronisation
Die Serie wurde von der Synchronfirma Berliner Synchron nach dem Dialogbuch von Benjamin Peter synchronisiert. Die Dialogregie übernahm Klaus Bauschulte.
| Rollenname                                     | Schauspieler                | Hauptrolle                  | Nebenrolle                             | Synchronsprecher     |
| ---------------------------------------------- | --------------------------- | --------------------------- | -------------------------------------- | -------------------- |
| Frank Castle / The Punisher / Pete Castiglione | Jon Bernthal                | 1.01–2.13                   |                                        | Martin Kautz         |
| David Lieberman / Micro                        | Ebon Moss-Bachrach          | 1.01–1.13                   |                                        | Sebastian Schulz     |
| Dinah Madani                                   | Amber Rose Revah            | 1.01–2.13                   |                                        | Damineh Hojat        |
| Lewis Wilson                                   | Daniel Webber               | 1.01–1.10                   |                                        | Nic Romm             |
| Curtis Hoyle                                   | Jason R. Moore              | 1.01–2.13                   |                                        | Sven Fechner         |
| Sam Stein                                      | Michael Nathanson           | 1.01–1.08                   |                                        | Simon Derksen        |
| Billy Russo / Jigsaw                           | Ben Barnes                  | 1.02–2.13                   |                                        | Michael Baral        |
| William Rawlins                                | Paul Schulze                | 1.02–1.12                   |                                        | Sebastian Jacob      |
| Sarah Lieberman                                | Jaime Ray Newman            | 1.02–1.13                   |                                        | Anna Dramski         |
| Karen Page                                     | Deborah Ann Woll            | 1.02, 1.05, 1.09–1.10, 2.11 |                                        | Ann Vielhaben        |
| John Pilgrim                                   | Josh Stewart                | 2.01–2.13                   |                                        | Christoph Drobig     |
| Amy Bendix                                     | Giorgia Whigham             | 2.01–2.13                   |                                        | Daniela Molina       |
| Krista Dumont                                  | Floriana Lima               | 2.02–2.13                   |                                        | Sarah Riedel         |
| Farah Madani                                   | Shohreh Aghdashloo          |                             | 1.01, 1.03, 1.09, 1.13                 | Gertie Honeck        |
| Mitchell Ellison                               | Geoffrey Cantor             |                             | 1.02, 1.09                             | Thomas Schmuckert    |
| Rafael Hernandez                               | Tony Plana                  |                             | 1.04–1.05, 1.09–1.11, 1.13, 2.02, 2.04 | Hans-Eckart Eckhardt |
| Turk Barrett                                   | Rob Morgan                  |                             | 1.04, 2.05                             | Matti Klemm          |
| Marion James                                   | Mary Elizabeth Mastrantonio |                             | 1.05, 1.11, 1.13, 2.07                 | Katharina Koschny    |
| Sgt. Brett Mahoney                             | Royce Johnson               |                             | 1.10, 2.03–2.04, 2.06, 2.08, 2.11–2.13 | Christoph Banken     |
| Marlena Olin                                   | Teri Reeves                 |                             | 2.01–2.03                              | Anne Düe             |
| Anderson Schultz                               | Corbin Bernsen              |                             | 2.03, 2.05, 2.09, 2.13                 | Wolfgang Wagner      |
| Eliza Schultz                                  | Annette O’Toole             |                             | 2.03, 2.05, 2.11, 2.13                 | Liane Rudolph        |
| Kusack                                         | Kevin Chapman               |                             | 2.09–2.10                              | Lutz Schnell         |

## Episodenliste

### Staffel 1
| Nr. (ges.) | Nr. (St.) | Deutscher Titel                                                     | Originaltitel         | Regie          | Drehbuch              |
| --- | --------- | ------------------------------------------------------------------- | --------------------- | -------------- | --------------------- |
| 1 | 1         | 3 Uhr morgens (Netflix) 3 AM (Disney+)                              | 3 AM                  | Tom Shankland  | Steve Lightfoot       |
| Nachdem er die letzten Mitglieder der Bikergang „Dogs of Hell“, des Kartells und der irischen Mafia, die für den Tod seiner Frau und Kinder verantwortlich waren, umgebracht hat, lässt der Ex-Soldat Frank Castle seine Aktivitäten als Punisher hinter sich und nimmt eine neue Identität sowie einen Job als Bauarbeiter an. Auf der Baustelle eines Hochhauses verbringt Castle täglich mehrere Stunden damit, Wände einzuschlagen, womit er die Erinnerungen an seine Frau und seine Kinder verarbeitet, die ihn vor allem im Schlaf plagen. Dabei meidet er den Kontakt zu seinen Kollegen, die ihn für verrückt halten und immer wieder provozieren. Auch einen Annäherungsversuch des neuen Mitarbeiters Donny Chavez blockt er ab. Zum Austausch trifft sich Castle mit seinem alten Bekannten Curtis, dem Leiter einer Selbsthilfegruppe. Bei der Homeland Security untersucht die aus Afghanistan zurückgekehrte Dinah Madani entgegen der Anweisung ihres Vorgesetzten Carson Wolf die Tötung des Polizisten Ahmad Zubair in Kandahar, der den Heroinschmuggel US-amerikanischer Soldaten aufgedeckt hat. Castle hört schließlich, wie seine vierköpfige Kollegengruppe, angeführt von Lance, einen Überfall auf ein Pokerspiel der Mafia plant, von denen Lance einem Mitglied Geld schuldet. Als einer seiner Mitstreiter ausfällt, nimmt Lance Donny mit, der sich am Abend jedoch sehr nervös zeigt. Beim maskierten und bewaffneten Überfall auf das Pokerspiel fällt Donny während des Geldeinsammelns versehentlich sein Führerschein aus der Tasche, wodurch die Spieler dessen Namen erfahren. Die Gruppe flieht auf die Baustelle, wo Castle gerade wieder eine Wand einschlägt. Um zu verhindern, dass die Mafia sie über Donny aufspürt, will die Gruppe um Lance ihn beseitigen und wirft ihn in eine Grube mit flüssigem Beton. Castle, der dies beobachtet, fordert die drei zunächst auf, den Betonmischer abzuschalten, was diese verweigern. Danach entwickelt sich ein Kampf, in dem Castle die drei tötet und in die Betongrube wirft. Nachdem er Donny rettet, sucht Castle das Pokerspiel auf und tötet alle anwesenden Spieler.                  |           |                                                                     |                       |                |                       |
| 2 | 2         | Zwei tote Männer (Netflix) Two Dead Men (Disney+)                   | Two Dead Men          | Tom Shankland  | Steve Lightfoot       |
| In einem Café wird Castle von einem Mann, der sich „Micro“ nennt, angerufen und darum gebeten, die CD, die dieser ihm hat zukommen lassen, anzuschauen. Auf der CD sieht Castle ein Video, das die Tötung von Ahmad Zubair durch maskierte US-Soldaten zeigt. Madani konnte in der Zwischenzeit ein paar Soldaten aus eben jener Einheit identifizieren, darunter neben Frank Castle auch Billy Russo, der mittlerweile die Sicherheitsfirma „Anvil“ leitet. Castle sucht die ihm vertraute Journalistin Karen Page auf und bittet sie, Nachforschungen zu Micro anzustellen. Bei ihrer Zeitung, dem New York Bulletin, erfährt Karen von ihrem Redakteur, Mitchel Ellison, dass es sich bei Micro um einen Computerspezialisten der NSA handelte, der Geheimnisse preisgeben wollte. Nach einer Ansage von Carson Wolf hat Ellison den Artikel über Micro nicht veröffentlicht und später wurde Micro auf der Flucht vor der Homeland Security vermeintlich getötet. Karen gibt die Informationen an Castle weiter, darunter auch Micros echten Namen, David Lieberman. Castle lässt sich in der Einfahrt dessen Hauses von Liebermans Frau Sarah anfahren und verwickelt sie damit in ein Gespräch, in dem klar wird, dass auch Liebermans Familie ihn für tot hält. Am Abend bricht Castle dann in Wolfs Haus ein und setzt ihn nach einem harten Zweikampf außer Gefecht. Bei der Befragung durch Castle kann Wolf sich befreien und offenbart, dass der Mord an Castles Familie damals in Wahrheit ihn zum Ziel hatte. Anschließend stürzt sich Castle auf Wolf und bricht ihm das Genick. Nach einem von ihr initiierten Training bei Anvil unterhält sich Madani mit Russo in einer Bar und erfährt, dass er und Castle gut befreundet waren. In einem Telefongespräch mit Lieberman schickt Castle diesen schließlich zu verschiedenen Orten, um sicherzustellen, dass ihm niemand folgt. Am letzten Ort, dem Friedhof, trifft Lieberman auf Curtis, der ihm von Castle ausrichtet, sich von ihm fernzuhalten. Dies nutzt Castle, um sich im Kofferraum von Liebermans Auto zu verstecken und ihn bei der Rückkehr in dessen Unterschlupf K.o. zu schlagen.                 |           |                                                                     |                       |                |                       |
| 3 | 3         | Kandahar                                                            | Kandahar              | Andy Goddard   | Steve Lightfoot       |
| Da Castle Lieberman misstraut, fesselt er ihn nackt an einen Stuhl und schüchtert ihn mit Erzählungen über Folter ein, während Lieberman vergeblich versucht, Castle davon zu überzeugen, dass sie auf derselben Seite stehen. Als ein Alarm läutet und Lieberman erklärt, dass er ein Passwort eingeben muss, weil sonst das Versteck explodieren würde, lässt Castle ihn dies tun, fesselt ihn im Anschluss aber umgehend wieder an den Stuhl. Danach erzählt Lieberman, wie er als Analyst der NSA das Video der Tötung des Polizisten zugespielt bekam, welches er daraufhin an Dinah Madani weiterschickte. Nachdem Castle im Unterschlupf keine Sprengsätze findet, offenbart Lieberman beim nächsten Alarm, dass in Wahrheit Kameraaufnahmen des Verstecks (mit Castle) veröffentlicht werden, wenn er das Passwort nicht eingibt. Anschließend spricht Lieberman Castle auf Ahmad Zubair an, wobei sich herausstellt, dass Castle es war, der diesen auf Anweisung seines Befehlshabers, des mysteriösen „Agent Orange“, erschoss. Nach Wolfs Tod nimmt Madani dessen Position ein und erhält von ihrem Partner Sam Stein Informationen über mehrere millionenschwere Konten von Wolf im Ausland. Bei einem weiteren Alarm gelingt es Lieberman schließlich, Castle mit einer in einem Stift versteckten Spritze zu betäuben, sodass er sich befreien kann. Nachdem Castle wieder aufwacht, ist er zunächst geschwächt, weshalb er sich bereit zeigt, Lieberman von „Operation Zerberus“ in Kandahar zu erzählen: Bei dieser sollte Castles Einheit auf Befehl von Agent Orange einen in einem Dorf versteckten Feind ausschalten, lief aber trotz Castles Warnung in einen Hinterhalt. Am Ende stürmte Castle allein das Zielgebäude und tötete in einem Mordrausch alle, die sich ihm in den Weg stellten. Wie Lieberman Castle jedoch zeigt, existiert Operation Zerberus offiziell gar nicht, womit Castle klar wird, dass Agent Orange die Einheit damals benutzt hat, um seine persönlichen illegalen Pläne umzusetzen. Castle willigt ein, mit Lieberman zusammenzuarbeiten, allerdings unter der Bedingung, dass er alle ihre Feinde töten werde.                   |           |                                                                     |                       |                |                       |
| 4 | 4         | Nachschub (Netflix) Resupply (Disney+)                              | Resupply              | Kari Skogland  | Dario Scardapane      |
| Um sich mit Waffen und Munition auszustatten, sucht Castle den Gangster Turk Barrett auf, der laut Lieberman die Lieferung einer griechischen Gang erhalten haben soll. Dies erweist sich jedoch als Fehlinformation, da sich die Waffen noch auf einem Schiff befinden. Im Versteck erhält Castle einen Anruf von Sarah, die ihn wegen des Unfalls um eine Unterschrift für die Versicherung bittet. Von Lieberman dazu gedrängt stattet Castle Sarah einen Besuch ab, wobei er ihr anbietet, selbst den Schaden am Auto zu reparieren. Curtis sieht derweil mit Sorge, dass sich ein Teilnehmer seiner Selbsthilfegruppe, der junge Veteran Lewis Wilson, in seinem Garten ein Loch gegraben hat, in dem er schläft. Lieberman findet schließlich heraus, dass die Homeland Security sich als Käufer der Waffen der Griechen ausgibt, um diese bei der Übergabe dann festzunehmen. Mit dem Plan, ihnen zuvorzukommen, besorgen sich Castle und Lieberman aus einer Werkstatt, die gerade überfallen wird, zwei Autos. Als Lewis sich bei Anvil bewirbt, warnt Curtis seinen Bekannten Russo vor Lewis’ labiler Psyche, durch die er zuletzt auch beinahe seinen Vater erschossen hätte. Russo beschließt, Lewis die Aufnahme zu verweigern, was diesen erzürnt. Am Abend der Übergabe bringen sich die Agenten der Homeland Security in Position und verfolgen den Van, der die Waffen vom Hafen zum Treffpunkt bringt. Indem Lieberman den Funk jedoch mit lauter Musik stört, können sich die Agenten nicht darüber verständigen, wie Castle auf dem Dach des Vans landet und die Insassen ausschaltet. Als Lieberman zudem in die Überwachungsaufnahmen der Homeland Security eine Videoschleife einspielt, fährt Madani selbst los, um sich einen Überblick über die Lage zu verschaffen. Während Castle Lieberman den Van überlässt, zieht er in seinem Auto die Aufmerksamkeit von Madani auf sich, mit der er sich daraufhin eine Verfolgungsjagd liefert. Diese endet damit, dass Lieberman Madanis Auto rammt, wobei diese verletzt wird. Castle befreit Madani aus ihrem verunfallten Auto und warnt sie davor, ihm in die Quere zu kommen.                             |           |                                                                     |                       |                |                       |
| 5 | 5         | Gunner                                                              | Gunner                | Dearbhla Walsh | Michael Jones-Morales |
| Nachdem er den Schaden an ihrem Auto repariert, lädt Sarah Castle auf Drängen ihrer Tochter am Wochenende zum Essen ein. Um mehr über Agent Orange herauszufinden, schlägt Lieberman vor, den Verantwortlichen für das Video von Ahmad Zubairs Ermordung aufzusuchen, hinter dem Castle seinen damaligen Kameraden Gunner Henderson vermutet. Trotz ihrer Verletzungen kehrt Madani wieder in die Arbeit zurück und vereinbart ein Treffen mit Karen Page, da diese im Gerichtsprozess gegen Castle an dessen Seite erschien. Im Gespräch mit Madani versucht Karen, für einen Artikel Informationen über den vergangenen Einsatz zu sammeln, und gibt auf Nachfrage keine verräterischen Informationen über Castle preis. Im Anschluss trifft sich Karen mit Castle und bittet ihn, seine Feinde nicht zu töten, sondern deren illegale Aktivitäten mit ihrer Hilfe aufzudecken. Castle lehnt dies ab, da er Karen nicht in Gefahr bringen will. Lieberman hat derweil herausgefunden, dass Gunner zurückgezogen in einem Wald lebt, und fährt mit Castle dorthin. Im Wald angekommen bleibt Lieberman am Van zurück, während Castle sich Gunners Hütte nähert und dabei von diesem mit einem Pfeil angeschossen wird. Nachdem er Gunner von seiner friedlichen Absicht überzeugt, erklärt Castle ihm, dass er Agent Orange jagt. Wie sich zeigt, handelt es sich bei diesem um William Rawlins, Leiter der verdeckten Operationen bei der CIA, der gerade eine eben solche zur Tötung Gunners überwacht. Castle und Gunner setzen sich dem Angriff der acht Soldaten entgegen, wobei Rawlins über eine Helmkamera von Castles Überleben erfährt. Mit der Hilfe von Lieberman, der eine Drohne startet und damit Castle den Standort der Soldaten mitteilt, gelingt es Castle und Gunner, die Soldaten zu töten, auch wenn sie dabei selbst angeschossen werden. Als Gunner zu verbluten droht, will Castle Hilfe holen, bricht dabei aber zusammen. Madani geht unterdessen mit Russo aus und die beiden haben anschließend Sex. Castle wird schließlich von Lieberman gefunden, der ihn zum Van trägt und mit ihm davonfährt.                                                    |           |                                                                     |                       |                |                       |
| 6 | 6         | Die Judas-Ziege (Netflix) The Judas Goat (Disney+)                  | The Judas Goat        | Jeremy Webb    | Christine Boylan      |
| Da sich im Unterschlupf Castles Zustand aufgrund der in seiner Schulter steckenden Pfeilspitze verschlechtert, bittet Lieberman Curtis, der Sanitäter ist, um Hilfe. Curtis gelingt es, Castle die Pfeilspitze zu entfernen und ihn zu stabilisieren. Nach einer weiteren Nacht mit Madani entdeckt Russo bei ihr eine Akte über Frank Castle und erkennt, dass sie ihn nur benutzt, um Informationen zu erhalten. Castle und Lieberman empfangen einen Funkspruch von Russo, auf den sie zunächst nicht antworten. Beim Verteilen von Flugblättern für die Verteidigung des Rechts auf Waffen mit dem älteren Veteran O’Connor weigert sich Lewis gegenüber einem Polizeibeamten, den Platz am Gerichtsgebäude zu verlassen, und wird festgenommen. Um Gunners Leiche ein anständiges Begräbnis zu verschaffen, hat Lieberman anonym die Polizei informiert, über die auch Madani und Stein von dem Vorfall erfahren. Bei der Besichtigung des Tatorts sehen die beiden die Spuren des Kampfes, die Madani darauf schließen lassen, dass Gunner Unterstützung hatte. Curtis zahlt derweil Lewis’ Kaution und offenbart ihm, dass sein Mitstreiter O’Connor seine vermeintlichen Einsätze im Vietnamkrieg erfunden hat und nie wirklich gekämpft hat. Nachdem eine DNA-Analyse des Blutes im Wald eine Übereinstimmung mit Castle ergibt, trifft sich Madani noch einmal mit Russo und bittet ihn, Castle ausfindig zu machen. Dafür sucht Russo Curtis auf, der sich jedoch unwissend über Castle gibt. Als Lewis O’Connor in dessen Haus wegen seiner Lügen zur Rede stellt, reagiert dieser gereizt, woraufhin ein Kampf entsteht. In diesem greift sich O’Connor ein Messer, mit dem Lewis ihn im Gerangel jedoch ersticht. Nachdem Curtis Castle von seiner Begegnung mit Russo berichtet, entscheidet sich Castle für ein Treffen mit seinem alten Freund, bei dem er ihm vom Heroingeschäft Agent Oranges erzählt. Anschließend besucht Castle Sarah, um sich bei ihr für das verpasste Abendessen zu entschuldigen und ihr Mut zuzusprechen. Am Abend überwacht Russo eine Lieferung am Hafen und wie sich herausstellt, arbeitet er mit Rawlins zusammen.                  |           |                                                                     |                       |                |                       |
| 7 | 7         | Im Fadenkreuz (Netflix) Crosshairs (Disney+)                        | Crosshairs            | Andy Goddard   | Bruce Marshall Romans |
| Lewis kehrt nach Hause zurück, wo ihn sein besorgter Vater erwartet, dessen Hilfe er aber ablehnt. Aus Verzweiflung überlegt Lewis für einen kurzen Moment, sich zu erschießen, entscheidet sich aber dagegen und baut später eine Nagelbombe. Da Castle plant, Colonel Morty Bennett, einen Komplizen von Agent Orange in Kandahar, auszufragen, lokalisiert Lieberman diesen auf einem Militärstützpunkt. Russo erklärt Madani, dass seine Nachforschungen zu Castle nichts ergeben hätten, und sucht anschließend Rawlins in einem CIA-Safehouse auf. Diesem teilt Russo mit, dass er aus seinem Gespräch mit Castle weiß, dass jener es nun auf Bennett abgesehen hat. In der Nacht verschafft sich Castle Zugang zum Militärgelände und erhält dabei die Hilfe von Lieberman, der ihn mit der Drohne überwacht. Nachdem Castle in Bennetts Zimmer einsteigt und ihn niederschlägt, beginnt Lieberman, Daten von Bennetts Handy zu kopieren. Als sich eine Einheit von vier Soldaten, angeführt von Russo, dem Gebäude nähert, warnt Lieberman Castle, der daraufhin Rauchgranaten zündet. Die eingeschränkte Sicht nutzt Castle, um einen nach dem anderen auszuschalten, wobei er Russo nicht erkennt. Auf seiner Flucht wird Castle von einem jungen Soldaten gestoppt, den er notgedrungen anschießen muss, um zu entkommen. Indem Bennett sich im Anschluss ins Safehouse zu Rawlins und Russo begibt, wo er sich über Castles Angriff beschwert, findet Lieberman, der nun Bennetts Handy orten kann, die Lage des Safehouses heraus. Da sie kurz vor Gunners Ermordung eben diesem auf der Spur waren, vermutet Madani, dass ihr Büro abgehört wird, und entdeckt gemeinsam mit Stein tatsächlich ein entsprechendes Gerät in ihrem Schrank. Russo bringt Bennett in eine Unterkunft, in der er ihn jedoch auf Anweisung von Rawlins tötet. Castle und Lieberman kommen schließlich am Safehouse an, wo Castle sich mit einem Scharfschützengewehr in Position bringt. Als Rawlins sich ans Fenster stellt, nimmt Castle ihn ins Visier und schießt, doch die Patrone scheitert am kugelsicheren Glas.                                                                   |           |                                                                     |                       |                |                       |
| 8 | 8         | Kalter Stahl (Netflix) Cold Steel (Disney+)                         | Cold Steel            | Antonio Campos | Felicia D. Henderson  |
| Russo besucht seine Mutter in einer psychiatrischen Klinik und injiziert ihr eine Substanz, aus Rache dafür, dass er als Kind wegen ihrer Drogensucht in einem Waisenhaus aufwachsen musste. Zurück im Unterschlupf kann Lieberman Agent Orange als CIA-Agent William Rawlins identifizieren. Als die Kameras ausfallen, mit denen er seine Familie heimlich zuhause beobachtet, macht Lieberman sich Sorgen und schickt Castle zu seinem Haus. Dort wird er von Sarah begrüßt und wie sich im Gespräch mit ihr herausstellt, hat diese den Strom als Strafe für ihren Sohn Zach abgestellt, der sich seit dem Verschwinden seines Vaters schlecht benimmt. Castle schaltet den Strom wieder an und als er sich verabschieden will, küsst Sarah ihn, worauf Castle ablehnend reagiert. Sarah entschuldigt sich und Castle kehrt ins Versteck zurück, wo Lieberman sich angesichts des Kusses derweil betrunken hat. Um die Drahtzieher hinter dem Abhörgerät anzulocken, bespricht Madani in ihrem Büro mit Stein absichtlich den nächsten Einsatz, bei dem angeblich Castle dabei gefasst werden soll, wie er Waffen kauft. Rawlins und Russo fallen auf den Trick herein, woraufhin Russo vier Söldner anwirbt, um Castle bei dem Deal zu töten. Dieser wird unterdessen von Sarah um Hilfe gebeten, die ihm in ihrem Haus ein Messer zeigt, das sie bei Zach gefunden hat. Castle schickt Sarah weg, um in Ruhe mit Zach zu reden, wobei er diesem die Gefährlichkeit des Messers vor Augen führt. Am Schauplatz des vermeintlichen Waffendeals trifft die maskierte Einheit Russos auf die Agenten der Homeland Security um Madani und Stein. In der entstehenden Schießerei gewinnen die Agenten die Oberhand, weshalb Russo die Flucht antritt. Stein gelingt es zwar, ihn zu stellen, doch Russo ersticht ihn mit einer ausfahrbaren Klinge an seinem Handgelenk. Als Madani Stein findet, ist Russo bereits verschwunden. Beim Football-Werfen mit Zach auf der Straße sieht Castle Lieberman in der Nähe, den er sofort wieder vertreibt. Im Schock über Steins Tod lässt sich Madani zuhause in der Badewanne von Russo Steins Blut abwaschen.                            |           |                                                                     |                       |                |                       |
| 9 | 9         | Front Toward Enemy                                                  | Front Toward Enemy    | Marc Jobst     | Angela LaManna        |
| Da Lieberman darauf drängt, seine Familie wiederzusehen, will er sich Madani anvertrauen, wofür Castle diese zunächst ausspäht. Währenddessen wird New York von drei Bombenanschlägen mit zahlreichen Toten erschüttert, für die sich Lewis verantwortlich zeichnet. Dazu schickt er Karen Page anonym einen Brief, in der er die Tyrannei der Regierung und Beschneidung seiner Freiheit beklagt. Als Antwort darauf schreibt Karen einen Artikel, in dem sie seine Taten verurteilt. Bei der Erholung vom letzten Einsatz erhält Madani Besuch ihres Mentors von der Homeland Security, Rafael Hernandez, der sie bittet, die Wahrheit preiszugeben. Karen tritt schließlich zusammen mit Senator Stan Ori, der sich für eine stärkere Waffenkontrolle einsetzt, in einer Radioshow auf, in der sie einen Anruf von Lewis erhalten. Durch diesen erkennt Castle Lewis aus Curtis’ Selbsthilfegruppe wieder und bittet Lieberman, ihn ausfindig zu machen. Curtis sucht unterdessen O’Connors Haus auf und findet dessen Leiche, kurz bevor Lewis erscheint. Es entwickelt sich ein Kampf zwischen den beiden, an dessen Ende Lewis Curtis mit dessen Beinprothese K.o. schlägt. Senator Ori veranstaltet eine Benefiz-Gala für die Opfer der Bombenanschläge und hat Russo mit seiner Firma Anvil für die Sicherheit beauftragt. Lieberman gelingt es, Lewis’ Handy zu orten, woraufhin Castle sich zu O’Connors Haus begibt. Dort findet er den verletzten Curtis, den Lewis mit einer Bombe verkabelt hat. Über Curtis’ Handy ruft Lewis Castle an und behauptet, dass sie sich in ihren Taten sehr ähnlich seien. Castle streitet dies ab und schafft es, Lewis dazu bringen, ihm zu sagen, welchen Draht er zur Entschärfung der Bombe durchschneiden muss. Als im Anschluss jedoch die von Lewis gerufene Polizei erscheint, ergreift Castle die Flucht und stiehlt dabei ein Polizeiauto. Nachdem er dieses zurücklässt und die Polizei es findet, stellt sich heraus, dass die Dashcam Castles Gesicht aufgenommen hat, wodurch die Öffentlichkeit von dessen Überleben erfährt. Lieberman hat sich in der Zwischenzeit Madani in einer Bar als Micro zu erkennen gegeben. |           |                                                                     |                       |                |                       |
| 10 | 10        | Die Tugend der Bösartigen (Netflix) Virtue of the Vicious (Disney+) | Virtue of the Vicious | Jim O’Hanlon   | Ken Kristensen        |
| Nachdem im Rahmen der Benefiz-Gala ein Interview zwischen Karen und Senator Ori Opfer eines Anschlags durch Lewis wird, befragt Polizist Brett Mahoney nacheinander die Zeugen, um die Ereignisse zu rekonstruieren. Als erstes spricht er mit Russo darüber, dass seine Sicherheitsleute getötet wurden, auch wenn Ori überlebt hat. Während eben jener daraufhin behauptet, dass es sowohl Lewis Wilson als auch Frank Castle auf ihn abgesehen hatten, erklärt Karen Mahoney, dass Lewis der alleinige Attentäter war und Castle sie nur beschützen wollte. Tatsächlich hat Castle Lewis daran gehindert, Ori zu erschießen, musste ihn dann allerdings mit Karen als Geisel gehen lassen, da er einen Sprengstoffgürtel trug. Als nächstes befragt Mahoney Madani, die sich entschlossen hatte, Hernandez alles über Kandahar zu erzählen, darunter auch, dass William Rawlins der Verantwortliche war, wie sie von Lieberman erfahren hat. Da die getöteten Söldner vom letzten Einsatz als ehemalige Mitarbeiter von Anvil identifiziert worden waren, suchte Madani Russo auf der Gala auf und konfrontierte ihn damit. Russo leugnete zwar jegliches Wissen um den Einsatz, doch Madani schöpfte trotzdem Verdacht. Castle nahm schließlich die Verfolgung von Lewis auf, der sich mit Karen über einen Fahrstuhl nach unten begeben hatte. Auf dem Weg nach unten traf Castle auf Madani, die ihn mit ihrer Pistole bedrohte. Statt ihr schoss jedoch Russo auf Castle und als Russo danach seine Waffe auf Madani richtete, wurde ihr klar, dass er Stein getötet hatte. Während Russo und Madani im Anschluss von Polizeibeamten festgenommen wurden, verschaffte sich Castle Zutritt zur Küche, in der Lewis Karen in der Mangel hatte. Indem Castle Karen durch subtile Gesten mitteilte, welchen Draht sie vom Sprengstoffgürtel lösen musste, konnte sie diesen entschärfen, woraufhin Castle sich auf die beiden stürzte. Lewis flüchtete in eine Kühlkammer, wo er sich anschließend in die Luft sprengte. Mit Karen als vermeintlicher Geisel entkam Castle der Polizei und floh durch ein Fenster über eine Seilrutsche auf ein anderes Dach.                    |           |                                                                     |                       |                |                       |
| 11 | 11        | Gefahr (Netflix) Danger Close (Disney+)                             | Danger Close          | Kevin Hooks    | Felicia D. Henderson  |
| Castle, den die Öffentlichkeit für einen Terroristen hält, kehrt verletzt in den Unterschlupf zurück, wo er Lieberman vorwirft, ohne Absprache zu Madani gegangen zu sein. Diese empfängt Russo zu einer Befragung, in der sie ihn jedoch nicht dazu bringen kann, etwas Verräterisches über seine Involviertheit im Homeland-Security-Einsatz preiszugeben. Indem er sie vor dem Schaden warnt, den die CIA durch die Aufdeckung seiner geheimen Aktivitäten erleiden würde, kann Rawlins seine Vorgesetzte, die CIA-Vizedirektorin Marion James, überreden, ihm Zugang zu Überwachungssystemen zu verschaffen, um Castle zu eliminieren. Nachdem Sarahs Sohn Zach eine Frank-Castle-Hotline anruft, betreten zwei falsche Polizisten (von Russo) das Haus und entführen Sarah und Zach. Sarahs Tochter Leo kann sich verstecken, weshalb Castle mit dieser telefonisch ein Treffen vereinbart, zu dem er Lieberman schickt. Madani bringt Hernandez dazu, James zu einem Gespräch einzuladen, bei dem die beiden sie über Rawlins’ illegale Geschäfte und die Tötung der Homeland-Security-Agenten informieren. Da Castle ahnt, dass Rawlins den Unterschlupf nun über sein Handy, auf dem er von Sarah angerufen wurde, orten kann, bereitet er sich auf einen Kampf vor, indem er sich Waffen und Munition zurechtlegt und das Versteck mit Fallen ausstattet. Liebermann sucht seine Tochter derweil am Treffpunkt auf, wo es zu einem freudigen Wiedersehen kommt. Als Russos Söldner schließlich das Versteck stürmen, schafft Castle es, einen nach dem anderen in einem blutigen Kampf auszuschalten. Im Anschluss ruft er über eines ihrer Handys Russo an, der ihm einen Austausch von Sarah und Zach für ihn und Lieberman anbietet. Bei einem weiteren Treffen mit James schlägt Rawlins ihr angesichts der außer Kontrolle geratenden Situation vor, die gesamten Geschehnisse zum Schutz der CIA Russo anzuhängen, dem James trotz ihres Ärgers über Rawlins zustimmt. Castle ruft später Madani herbei und begibt sich mit ihr zu Lieberman und Leo. Russo besichtigt derweil das Versteck, wo er all seine toten Söldner findet.                                   |           |                                                                     |                       |                |                       |
| 12 | 12        | Nach Hause (Netflix) Home (Disney+)                                 | Home                  | Jet Wilkinson  | Dario Scardapane      |
| In einer von Madani mit einer Kamera aufgenommenen Befragung erzählt Castle alles, was er über Operation Zerberus, den Heroinschmuggel und alle daran Beteiligten weiß. Dabei gesteht Castle auch, dass er derjenige war, der den Tötungsbefehl gegen Zubair ausgeführt hat. Für den von Russo vorgeschlagenen Austausch begeben sich Castle und Lieberman zum Hafen, wo kurz darauf Handlanger Russos in einem Van mit Sarah und Zach erscheinen. Als sie diese gehen lassen und Castle und Lieberman zu ihnen laufen, taucht plötzlich Homeland Security auf und nimmt Russos Männer unter Beschuss. Dabei schießt ein Homeland-Agent Lieberman mehrmals in den Rücken, woraufhin die Handlanger Castle in den Van zerren und fliehen. Castle wird in den Unterschlupf gebracht, wo Russo ihn begrüßt und von ihm fordert, den Countdown, der auf einem der Computer läuft, zu stoppen. Bei Homeland Security stellt sich heraus, dass Liebermans vermeintliche Erschießung Teil des Plans war, da er eine schusssichere Weste trug. Danach wird Lieberman mit seiner Familie wiedervereint, was Sarah zunächst nur schwer verkraften kann. Nachdem der an einem Stuhl gefesselte Castle sich weigert, Russos Forderung nachzukommen, erscheint Rawlins, der beginnt, Castle mit Schlägen zu foltern. Madani stellt Lieberman derweil zur Rede, da der Plan eigentlich vorsah, Castle über einen Peilsender zu verfolgen, den dieser jedoch entfernt hat. Als Rawlins von Castle ablässt, spricht Russo mit diesem, wobei Castle sich bereit erklärt, den Countdown zu stoppen. Nach Eingabe des Passworts und einem Netzhautscan greift er Rawlins an, wird dabei allerdings von Russo aufgehalten. Rawlins setzt daraufhin seine Folter fort, was Russo allmählich missfällt, da er Castle schnell töten und dann verschwinden will. Deshalb schneidet er heimlich Castles Fesseln durch, sodass dieser sich bei der nächsten Annäherung Rawlins’ auf jenen stürzt und ihn mit dessen Messer tötet. Während Castle anschließend geschwächt zu Boden sinkt, stürmt die Homeland Security das Versteck, was Russo in die Flucht treibt.                                           |           |                                                                     |                       |                |                       |
| 13 | 13        | Memento Mori                                                        | Memento Mori          | Stephen Surjik | Steve Lightfoot       |
| Madani und Liebermann bringen den schwer verletzten Castle zu Madanis Vater, einem Arzt, der ihm Blut aus der Lunge entfernt und so das Leben rettet. Beim Verlassen seines Büros tötet Russo mehrere Homeland-Agenten, bevor er das Büro in die Luft sprengt. Nachdem Castle sich erholt hat, lässt Madani ihn gehen und spielt später James und Hernandez ein Überwachungsvideo aus dem Unterschlupf vor, das zeigt, wie Rawlins Castle im Beisein von Russo foltert. Bei einem Besuch Russos, der auf der Suche nach Castle ist, lockt Curtis diesen ans Fenster, damit Castle mit einem Scharfschützengewehr auf ihn schießen kann. Russo kann sich jedoch rechtzeitig in Sicherheit bringen und wird anschließend über Curtis’ Handy von Castle angerufen. Die beiden einigen sich, den Kampf auf Augenhöhe auszutragen, und vereinbaren einen Treffpunkt um Mitternacht am Kinderkarussell im Central Park, wo Castles Familie ermordet wurde. Um Mitternacht nähert sich Castle dem Karussell, auf dem Russo zwei junge Mitarbeiter gefesselt hat. Madani ortet Castle derweil über sein Handy und macht sich auf den Weg zu ihm. Nach einem ersten Schusswechsel verlagert sich der Kampf aufs Karussell, wo Castle Russo in die Wange schießt. Dieser bedroht daraufhin die beiden Mitarbeiter und zwingt Castle, seine Waffen fallen zu lassen. Als Madani auftaucht, dreht Russo sich weg und schießt dieser in den Kopf, was Castle die Gelegenheit gibt, sich auf Russo zu stürzen. Im Faustkampf gewinnt Castle die Oberhand, woraufhin er Russos Kopf mehrmals in einen Spiegel rammt, sodass dessen Gesicht von Glassplittern versehrt wird. Castle befreit die Mitarbeiter und Madani wird ins Krankenhaus gebracht, wo sie den Kopfschuss überlebt. James und Hernandez erklären Castle, dass sie sämtliche Vorfälle der vergangenen Zeit Billy Russo und Lewis Wilson anhängen werden, und geben ihm Geld dafür, dass er über die Korruption in ihren Behörden schweigt. Lieberman kehrt mit seiner Familie in sein Haus zurück und verabschiedet sich von Castle, der beschließt, der Selbsthilfegruppe von Curtis beizutreten.                                 |           |                                                                     |                       |                |                       |
| Am 17. November 2017 wurden alle Folgen der Staffel gleichzeitig bei Netflix veröffentlicht. |           |                                                                     |                       |                |                       |

### Staffel 2
| Nr. (ges.) | Nr. (St.) | Deutscher Titel                                                    | Originaltitel          | Regie                      | Drehbuch                         |
| --- | --------- | ------------------------------------------------------------------ | ---------------------- | -------------------------- | -------------------------------- |
| 14 | 1         | Roadhouse Blues (Netflix) Raststätten-Blues (Disney+)              | Roadhouse Blues        | Jim O’Hanlon               | Steve Lightfoot                  |
| Castle lernt in einer Bar ein junges Mädchen kennen, das ihn beleidigt. Später ruft das Mädchen einen russischen Gangster an und bittet um ein Treffen, um einige Fotos zu verkaufen. Sie weiß nicht, dass der Gangster an einen Stuhl gefesselt ist und von einem Mann verhört wird, der nach den Fotos sucht. Nachdem er aufgelegt hat, tötet er den Gangster. Castle hat es mit einem streitlustigen Betrunkenen zu tun, der die Barkeeperin Beth anmacht und beleidigt. Danach lädt sie ihn auf einen Drink zu sich nach Hause ein. Am nächsten Abend kehrt Castle in die Bar zurück, um sich mit Beth zu treffen, bemerkt aber, dass eine Gruppe von Leuten das Lokal durchsucht, während das junge Mädchen versucht, ihnen auszuweichen. Als Castle eingreift, kommt es zu einer Schlägerei, bei der Beth angeschossen wird. Er trägt sie in einen Lastwagen und fährt zum nächsten Krankenhaus, wobei er das Mädchen mitnimmt. Castle erschießt und verletzt weitere Mitglieder der Gruppe, die sie verfolgt haben, erreicht das Krankenhaus, und Beth überlebt. Später ziehen Castle und das Mädchen weiter. In der Zwischenzeit besucht Dinah Madani das Krankenhauszimmer von Billy Russo. Kurz nachdem sie gegangen ist, öffnet er seine Augen. |           |                                                                    |                        |                            |                                  |
| 15 | 2         | Kämpfen oder fliehen (Netflix) Kampf oder Flucht (Disney+)         | Fight or Flight        | Jim O’Hanlon               | Steve Lightfoot                  |
| Castle und das Mädchen checken in einem Motel in Larkville, Ohio, ein, und sie behandelt seine Wunden. Das Mädchen sagt, ihr Name sei Rachel, und Castle befragt sie dazu, warum einige Leute versuchen, sie zu fangen. Die Bande, die sie angegriffen hat, verfolgt sie bis zu ihrem Motel. Es kommt zu einer Schießerei, bei der Castle, Rachel und eine verbliebene Handlangerin überleben, aber alle von der örtlichen Polizei verhaftet werden. Madani besucht Russo, der sich an nichts mehr erinnern kann, außer an seine Zeit bei den Marines. Madani hat Russo fast jeden Tag besucht und weigert sich zu glauben, dass er an Amnesie leidet. Ihr Mentor Rafi versucht, sie davon zu überzeugen, damit aufzuhören. In dieser Nacht geht sie nach Hause und hat einen Albtraum über Russo, bevor Castle sie mit einem Anruf aufweckt, in dem er sie um Hilfe von der Larkville County Sheriff Station bittet. Sie lehnt ab und überlässt es ihm, das Revier allein gegen eine Gruppe von Angreifern zu verteidigen, die von einem mysteriösen Mann angeführt werden. |           |                                                                    |                        |                            |                                  |
| 16 | 3         | Das Wasser bewegen (Netflix) Wer das Wasser aufwirbelt (Disney+)   | Trouble the Water      | Jeremy Webb                | Ken Kristensen                   |
| In einer Rückblende entpuppt sich der geheimnisvolle Mann als John Pilgrim, ein frommer Mann und ehemaliger weißer Rassist mit zwei Söhnen und einer kranken Frau, der regelmäßig in eine Kirche auf dem Land geht. Das wohlhabende Ehepaar Anderson und Eliza Schultz, das die Behandlung seiner Frau finanziert, teilt ihm mit, dass sie ihn für eine Mission brauchen. In der Gegenwart findet Sheriff Roy Hardin heraus, dass „Rachel“ einer von vielen Decknamen ist, die das Mädchen benutzt. Mit einer kleinen Gruppe von Söldnern greift Pilgrim die Larkville County Sheriff Station an, aber Castle entkommt aus seinen Fesseln und tötet alle Angreifer. Pilgrim gelingt es, sich an Castle heranzuschleichen, aber bevor er ihn töten kann, taucht Madani in einem DHS-Hubschrauber auf, um Castle mitzuteilen, dass Russo aus dem Krankenhaus geflohen ist. Castle nimmt Rachel zu ihrem Schutz mit, und alle drei brechen nach New York auf. |           |                                                                    |                        |                            |                                  |
| 17 | 4         | Knoten (Netflix) Scar Tissue (Disney+)                             | Scar Tissue            | Iain B. MacDonald          | Angela LaManna                   |
| Rückblenden zeigen Beratungsgespräche zwischen Russo und der Psychotherapeutin Dr. Krista Dumont, während er versucht, seine Erinnerungen und seine Kraft inmitten von Albträumen über eine Totenkopfweste wiederzuerlangen. Es wird enthüllt, dass er in Pflegefamilien aufgewachsen ist und das Militär für ihn das war, was einer Familie am nächsten kam. In der Gegenwart versteckt Madani Castle und Rachel in ihrer Wohnung in New York. Castle sucht daraufhin Curtis Hoyle auf, um Informationen über Russo zu erhalten, doch dieser glaubt, dass sein ehemaliger Kollege tatsächlich an Amnesie leidet. Castle erinnert sich, dass Russo ihm erzählt hat, dass er in seiner Kindheit von einem seiner Betreuer missbraucht wurde, was er an Madani und Mahoney weitergibt, wobei ersterer versucht, den Missbraucher zu finden, während letzterer versucht, ihr zu folgen. Rachel bricht zusammen und erzählt Castle, dass sie zu einer Gruppe von Betrügern aus Chicago gehörte, die von einem russischen Gangster dafür bezahlt wurde, Fotos von einem Mann zu machen, der einen anderen Mann küsst. Nachdem sie den Auftrag ausgeführt hatte, wurde die Gruppe massakriert, während Rachel das Abendessen für sie besorgte, so dass sie fliehen musste. Währenddessen spürt Russo seinen Peiniger auf und tötet ihn. Rachel erfährt von Castles Vergangenheit als Punisher. Als sie zurückkehrt, offenbart sie, dass ihr richtiger Name Amy ist. Russo taucht blutüberströmt in Dumonts Wohnung auf und bittet um Hilfe. |           |                                                                    |                        |                            |                                  |
| 18 | 5         | Einäugige Bauern (Netflix) Besessen (Disney+)                      | One-Eyed Jacks         | Stacie Passon              | Dario Scardapane                 |
| Frank zwingt Turk Barrett, ein Treffen mit den Russen zu arrangieren, die Amys Gruppe mit den Fotos beauftragt hatten. In der Sporthalle der Russen zwingen sie Turk, einen Hinterhalt für Frank in Turks Wohnung zu legen. Frank geht stattdessen in das Fitnessstudio und hat eine tödliche Konfrontation mit den verbleibenden Russen, während er den Namen ihres Anführers, Nikolai Poloznev, einem russischen Geschäftsmann, herausfindet. Madani nimmt an einer von Hoyles Gruppentherapiesitzungen für Veteranen teil. Billy freundet sich in einer Bar mit einem der verstörten Veteranen an. Die Schultzes schicken Pilgrim nach New York und beauftragen ihn, die Russen zu jagen. Er tötet die verbliebenen Russen in der Turnhalle. |           |                                                                    |                        |                            |                                  |
| 19 | 6         | Nakazat                                                            | Nakazat                | Jamie M. Dagg              | Christine Boylan                 |
| Castle und Amy entwickeln die Fotos, um Poloznev zu treffen. Pilgrim spürt Madani auf und droht ihm, Amy und Castle auszuliefern. Nach der Festnahme von Poloznev verhört Castle ihn, wobei der Russe erklärt, dass die Fotos dazu dienen sollten, Senator David Schultz zu erpressen, einen verkappten Homosexuellen, der von seinen Eltern, den hochreligiösen Anderson und Eliza Schultz, an die Macht gebracht worden war. Frank verschont Poloznevs Leben und fordert ihn auf, das Land mit seiner Frau und seiner Tochter zu verlassen, aber Pilgrim findet Poloznev später und richtet ihn hin. Währenddessen freundet sich Russo mit weiteren Veteranen aus Hoyles Therapiegruppe an. Nachdem er einen Abschleppwagenfahrer, der eines ihrer Autos abgeschleppt hat, brutal verprügelt hat, überzeugt er sie davon, dass sie für Gewalt bestimmt sind, und sie planen einen Banküberfall. Hoyle hilft einem der Veteranen und erfährt, dass Russo sich mit ihnen trifft. Russo kehrt zu Dr. Dumont zurück und liest seine Akte. Er greift sie an, woraufhin sie ihm in die Hand sticht. Dann küsst er sie und sie erwidert den Kuss. |           |                                                                    |                        |                            |                                  |
| 20 | 7         | Ein schlechter Tag                                                 | One Bad Day            | Jet Wilkinson              | Felicia D. Henderson             |
| Die Beziehung von Russo und Dr. Dumont wird sexuell. Hoyle, Castle und Madani verfolgen einen der Veteranen, der sich mit Russo getroffen hatte, und Castle verhört ihn brutal. Nachdem sie von dem geplanten Raubüberfall erfahren haben, nehmen Castle und Hoyle die Verfolgung von Russo auf, während Madani Mahoney anruft, um ihn darüber zu informieren. Russo und seine Bande rauben daraufhin einen Geldautomaten aus, aber Castle stellt ihn zur Rede, während er die Totenkopfweste aus seinen Albträumen trägt. |           |                                                                    |                        |                            |                                  |
| 21 | 8         | Meines Bruders Hüter (Netflix) Schmerzhafte Erinnerungen (Disney+) | My Brother’s Keeper    | Michael Offer              | Bruce Marshall Romans            |
| Nachdem Russo beim Anblick von Castle, den er immer noch für seinen besten Freund hält, erstarrt ist, schnappt ihn seine Gang und sie versuchen zu fliehen. Castle verfolgt sie und Russo verlässt sein Fahrzeug, um ihn zur Rede zu stellen, während Curtis einen Scharfschützen ausschaltet, der hinter Castle her ist. Castle enthüllt, dass er derjenige war, der für seine Narben im Gesicht und seinen Gedächtnisverlust verantwortlich ist. Sowohl Castle als auch Hoyle zögern, als sie einen Schuss auf Russo abgeben können, und lassen ihn entkommen. Mahoney verfolgt Castle und erwischt ihn, aber Hoyle greift ein, damit er entkommen kann. Russo tötet die Veteranen, die nicht mit ihm übereinstimmen, nachdem sie das Rendezvous erreicht haben, bevor er zu Dr. Dumont zurückkehrt und sich von Castle verraten fühlt. Während er mit Curtis im Auto sitzt, wird Castle klar, dass Billy tatsächlich sein Gedächtnis verloren hat, was ihn daran hinderte, den Schuss abzugeben. Dumont unterstützt Billy, indem er andeutet, dass Castle nicht der Mann ist, für den Russo ihn gehalten hat. Er schmiedet daraufhin Pläne, mit den Veteranen eine Armee aufzustellen, um die Welt zu erobern. Castle besucht die Gräber seiner Familie, um sich Rat zu holen, da er sich nicht traut, Russo zu töten, obwohl er sich seiner früheren Verbrechen nicht bewusst ist. |           |                                                                    |                        |                            |                                  |
| 22 | 9         | Ein Haufen Scheiße (Netflix) Ein Riesendurcheinander (Disney+)     | Flustercluck           | Salli Richardson-Whitfield | Steve Lightfoot & Ken Kristensen |
| Billys Armee geht auf eine erfolgreiche Raub- und Mordserie durch die Stadt. Anderson besucht Pilgrim, um ein Kopfgeld auf Castle und Amy auszusetzen, also kontaktiert er Söldner. Russo bricht in Madanis Wohnung ein und konfrontiert sie mit seinen vergessenen Erinnerungen. Sie enthüllt ihm, dass er Castles Familie aus Habgier getötet hat. Castle erfährt, dass Russos Versteck Walhalla heißt, aber er wird von Söldnern konfrontiert, die ein Kopfgeld auf ihn ausgesetzt haben, und er tötet sie. Da er nun von dem Kopfgeld weiß, versucht Castle, Amy zu kontaktieren, muss aber feststellen, dass sie verschwunden ist. Amy versucht daraufhin, aus der Stadt zu fliehen, indem sie Kontakt zu einem Freund aus ihrer früheren Gang in Chicago aufnimmt, der scheinbar bereit ist, ihr zu helfen. Amy antwortet schließlich auf Castles Anrufe und erzählt ihm von ihren Plänen, erfährt aber, dass ein Kopfgeld auf sie ausgesetzt ist. Amys Freund verrät sie wegen des Kopfgeldes und hetzt ihr Söldner auf den Hals. Castle trifft ein und tötet alle bis auf einen, während Amy sich in einer Abstellkammer versteckt. Der letzte Söldner wird dann von Amy entwaffnet und sie erschießt ihn, bevor Castle ihn tötet, damit Amy nicht der Mörder ist. In der Zwischenzeit nimmt einer der Söldner Kontakt zu Pilgrim auf, während dieser von seiner ehemaligen Gang konfrontiert wird. |           |                                                                    |                        |                            |                                  |
| 23 | 10        | Die dunklen Herzen der Menschen (Netflix) Männerherzen (Disney+)   | The Dark Hearts of Men | Alex Garcia Lopez          | Steve Lightfoot & Angela LaManna |
| In einem erbitterten Kampf besiegt Pilgrim seine ehemalige Bande und erleidet dabei mehrere Verletzungen. Während seiner Genesung verfällt er wieder in Drogen und Alkohol und zweifelt an seinem Ziel. Castle und Hoyle erkunden Walhalla, während Russo sie ausspioniert. In Rückblenden besucht Madani Dr. Dumont, um bei einer Flasche Wein über Russo und Castle zu sprechen. Danach vermutet Dumont, dass der einzige Unterschied zwischen ihnen darin besteht, dass Castle glaubt, dass er aufgrund seines Moralkodex besser ist als seine Opfer. In der Gegenwart greift Castle Walhalla an und glaubt, dass die Frauen, die jeden Abend die Partys der Bande besuchen, das Gebäude alle verlassen haben. Da Russo wusste, dass er angreifen würde, lockt er ihn in einen Hinterhalt, bei dem seine Bande Castle brutal verprügelt und zerschneidet. Nachdem Russo gegangen ist, tötet Castle alle und geht ihm nach. Wütend feuert er blindlings in ein Oberbüro. Zurück in der Rückblende sagt Dumont Russo, wie er Castle brechen kann: sein Gefühl der moralischen Überlegenheit gegenüber seiner Beute zerstören. In der Gegenwart betritt Castle das Büro, während er Russo noch verfolgt, und findet drei tote Frauen, was ihn vor Schuldgefühlen erstarren lässt, als die Polizei eintrifft. |           |                                                                    |                        |                            |                                  |
| 24 | 11        | Der Abgrund                                                        | The Abyss              | Meera Menon                | Laura Jean Leal                  |
| In dem Glauben, dass er die drei Frauen bei seinem Angriff auf Valhalla getötet hat, lässt sich Castle verhaften. Während er unter bewaffneter Bewachung durch die NYPD in einem Krankenhaus liegt, besucht ihn Karen Page. Amy versucht, Castle zu befreien, bevor Killer hinter ihm her sind, als sie von seiner Festnahme erfährt. Madani erzählt Karen, dass die Beweise in Walhalla nicht stimmten, also gehen die beiden Frauen in die Leichenhalle des Krankenhauses, um einen Pfleger zu fragen, was er bei der Untersuchung der Leichen herausgefunden hat. Sie erfahren, dass die Frauen von Russo und seinen Männern aus nächster Nähe erschossen wurden, bevor Castle eintraf. Ein abtrünniger Polizeibeamter versucht, zuerst Castle und dann Amy zu töten, um das auf sie ausgesetzte Kopfgeld zu kassieren. Er wird von Madani und Karen aufgehalten, die Castle ihre Erkenntnisse präsentieren. Jetzt, da Castle weiß, wie Russo ihn reingelegt hat, erlaubt er ihnen, ihn und Amy aus dem Krankenhaus zu schmuggeln. Die Flucht wird von Mahoney vereitelt, der versucht, Castle in einem gestohlenen Krankenwagen zu einem nahe gelegenen Polizeirevier zu bringen, ohne zu wissen, dass Pilgrim sie verfolgt. |           |                                                                    |                        |                            |                                  |
| 25 | 12        | Kollisionskurs                                                     | Collision Course       | Stephen Kay                | Dario Scardapane                 |
| Pilgrim lockt Mahoney und Castle in einen Hinterhalt und stößt ihren Krankenwagen von einer Autobahnbrücke. Bevor er seine Tat vollenden kann, wird er von Madanis Auto niedergeschlagen. Während sie nach seiner Leiche sucht, stiehlt er ihr Auto, gerade als Castle Mahoney aus dem brennenden Wrack des Krankenwagens rettet. Castle erhält die Adresse des Wohnsitzes von Senator Schultz und entführt ihn zum Verhör, um Pilgrim zu finden. In der Zwischenzeit findet Pilgrim den Standort von Hoyles Wohnwagen mit Hilfe von Madanis GPS-Gerät heraus und verhört ihn kurz. Amy trifft am Wohnwagen ein und Pilgrim schlägt Hoyle nieder, während sie flieht. Er kehrt in sein Hotel zurück, ohne zu wissen, dass Amy sich in seinem Auto versteckt hat. Madani erkennt, dass Dumont mit Russo unter einer Decke steckt, und macht sich auf den Weg zu ihrer Wohnung, um sie zur Rede zu stellen, doch sie stößt Dumont in Notwehr aus dem Fenster, nachdem der Psychotherapeut sie angegriffen hat. |           |                                                                    |                        |                            |                                  |
| 26 | 13        | Der Wirbelwind                                                     | The Whirlwind          | Jeremy Webb                | Steve Lightfoot                  |
| Nachdem er Zeuge von Dumonts Sturz geworden ist, versucht Russo, Madani aus Rache zu töten, wird aber von ihr tödlich angeschossen und muss fliehen, als die Polizei eintrifft. In der Zwischenzeit informiert Amy Castle über den Aufenthaltsort von Pilgrim, wird aber während der anschließenden Schießerei von dem Bewaffneten entführt. Hoyle befreit Senator Schultz und übergibt ihn an Mahoney, der beschließt, Curtis nicht für seine Beteiligung zu verhaften. Pilgrim und Castle liefern sich einen brutalen Nahkampf, aus dem letzterer als Sieger hervorgeht. Nachdem er von Pilgrim gebeten wurde, seine Söhne zu verschonen, benutzt Castle den Bewaffneten, um sich einen Weg zum Haus der Schultz zu sichern. Nach einer verpfuschten unterirdischen Operation sucht Russo Zuflucht im Keller von Hoyles Arbeitsplatz, wo er darauf wartet, dass Curtis sich zu ihm setzt, bis er stirbt. Castle trifft jedoch stattdessen ein und richtet ihn hin. Später konfrontieren Castle und Amy die Schultzes in ihrer Villa. Eliza versucht, Amy zu töten, aber Castle tötet stattdessen die Schultz-Matriarchin und gibt ihrem Mann eine Waffe, die er für sich selbst verwenden kann. Als die beiden gehen, begeht Anderson Selbstmord. Nachdem Russo und die Schultzes beseitigt sind, gehen Castle, Pilgrim und Amy getrennte Wege. Es stellt sich heraus, dass Dumont ihren Sturz überlebt hat. Drei Monate später nimmt Castle seine Tätigkeit als Punisher wieder auf, während Madani für die C.I.A. arbeitet.       |           |                                                                    |                        |                            |                                  |
| Am 18. Januar 2019 wurden alle Folgen der Staffel gleichzeitig bei Netflix veröffentlicht. |           |                                                                    |                        |                            |                                  |